# Uniwersytet Minho
Uniwersytet Minho (port. Universidade do Minho) – portugalska uczelnia publiczna w Bradze. Została założona w 1973 roku.